# Josef Azran
Josef Azran (hebrejsky: יוסף עזרן) byl izraelský rabín, politik a poslanec Knesetu za stranu Šas.

## Biografie
Narodil se 19. října 1941 ve městě Marrákeš v Maroku. V roce 1957 přesídlil do Izraele. Místo služby v izraelské armádě vykonával náhradní službu při vojenském rabinátu. Vystudoval střední školu a vyšší náboženský institut typu ješiva. Osvědčení pro výkon funkce rabína získal na Harry Fischel Institute. Pracoval jako rabín. Hovořil hebrejsky, arabsky, francouzsky a anglicky.

## Politická dráha
Působil jako ředitel židovské vzdělávací instituce v Maroku, byl ředitelem internátní školy v Štrasburku, rabínem v Jeruzalému, ředitelem institutu pro studium Tóry v Ašdodu, rabínem v Kirjat Mal'achi. Zakládal a pak vedl organizaci Netivot Chajim v Kirjat Mal'achi a v Bnej Brak. Zastával také post rabína ve městě Rišon le-Cijon a předsedy rabínského soudu v Paříži. Publikoval četné náboženské studie a halachické příkazy.
V izraelském parlamentu zasedl poprvé po volbách v roce 1988, do nichž šel za Šas. Stal se členem výboru pro státní kontrolu, výboru překladatelského, výboru pro ústavu, právo a spravedlnost, výboru pro ekonomické záležitosti a výboru House Committee. Zastával i vládní post, konkrétně šlo o funkci náměstka ministra financí (1990–1992). Opětovně byl zvolen ve volbách v roce 1992 znovu za Šas. Usedl jako člen do výboru pro jmenování rabínských soudců, výboru pro zahraniční záležitosti a obranu, výboru pro státní kontrolu a výboru práce a sociálních věcí. Byl místopředsedou Knesetu. Během volebního období odešel z mateřské strany a byl nezařazeným poslancem.
Do voleb v roce 1996 kandidoval s vlastní novou politickou stranou nazvanou Telem Emuna. Ta ale mandáty nezískala. Zemřel 10. února 2010.